# Drljanovac
Drljanovac falu Horvátországban Belovár-Bilogora megyében. Közigazgatásilag Nova Račához tartozik.

## Fekvése, éghajlata
Belovár központjától légvonalban 16, közúton 19 km-re délkeletre, községközpontjától 2 km-re keletre, a Račačka bal partján fekszik.

## Története
A régészeti leletek alapján területe már az őskorban lakott volt. Határában az i. e. 6. évezredben, az újkőkorszakban virágzott starčevo-kultúra hagyatéka került elő. A falu területe a 17. századtól népesült be, amikor a török által elpusztított, kihalt területre folyamatosan telepítették be a keresztény lakosságot. 1774-ben az első katonai felmérés térképén „Dorf Derlianovecz” néven találjuk. A település katonai közigazgatás idején a szentgyörgyvári ezredhez tartozott.
Lipszky János 1808-ban Budán kiadott repertóriumában „Derlyanovecz” néven szerepel. Nagy Lajos 1829-ben kiadott művében „Derlyanovecz” néven 76 házzal, 395 katolikus vallású lakossal találjuk.
Jeles esemény volt a település történetében Ferenc József itteni látogatása 1888. szeptember 12-én, aki kíséretében Rudolf trónörökössel, valamint Vilmos, József és Ottó főhercegekkel egy hadgyakorlatot tekintett meg a határában. A katonai közigazgatás megszüntetése után Magyar Királyságon belül Horvát–Szlavónország részeként, Belovár-Kőrös vármegye Belovári járásának része volt. 1857-ben 436, 1910-ben 501 lakosa volt. Az 1910-es népszámlálás szerint a falu lakosságának 92%-a horvát, 7%-a magyar anyanyelvű volt. 1918-ban az új szerb-horvát-szlovén állam, majd később Jugoszlávia része lett. 1941 és 1945 között a németbarát Független Horvát Államhoz, majd a háború után a szocialista Jugoszláviához tartozott. 1991-től a független Horvátország része. 1991-ben lakosságának 90%-a horvát nemzetiségű volt. 2011-ben a településnek 242 lakosa volt.

## Lakossága
| Lakosság változása | Lakosság változása | Lakosság változása | Lakosság változása | Lakosság változása | Lakosság változása | Lakosság változása | Lakosság változása | Lakosság változása | Lakosság változása | Lakosság változása | Lakosság változása | Lakosság változása | Lakosság változása | Lakosság változása | Lakosság változása |
| ------------------ | ------------------ | ------------------ | ------------------ | ------------------ | ------------------ | ------------------ | ------------------ | ------------------ | ------------------ | ------------------ | ------------------ | ------------------ | ------------------ | ------------------ | ------------------ |
| 1857               | 1869               | 1880               | 1890               | 1900               | 1910               | 1921               | 1931               | 1948               | 1953               | 1961               | 1971               | 1981               | 1991               | 2001               | 2011               |
| 436                | 436                | 410                | 470                | 497                | 501                | 483                | 484                | 535                | 560                | 514                | 456                | 359                | 331                | 285                | 242                |